# 山陽自動車運送
山陽自動車運送株式会社（さんようじどうしゃうんそう）は、大阪府東大阪市に本社を置くレンゴーの子会社で、阪神電気鉄道の関連会社となっている運送会社。

## 概要
1943年10月15日、陸運統制令のもと、兵庫県宍粟郡（現・宍粟市）で独自に営業をしていた運輸会社5社（山崎貨物自動車、上野自動車、神戸自動車、千種合同自動車、三方自動車）が統合、郡で唯一の運送会社「宍粟貨物自動車株式会社」として営業を再開したことに始まる。初代社長に山崎貨物自動車、三方自動車社長の本條猛二が就任。1950年2月に現在の山陽自動車運送に社名変更し、この頃大阪を起点にした「東西200キロ構想」が実現する。1959年には、東京路線実現に備えて、本社事務所も創設の地、宍粟郡から大阪市内に移された。1960年には、当時「ゴールデンロード」と呼ばれていた東京路線の運行を開始する。この年、本條猛二の同郷出身者、河本敏夫（三光汽船社長）が山陽自動車運送の取締役に就任。
1962年、阪神電気鉄道社長の野田誠三と本條猛二が縁戚関係であったことから、阪神電気鉄道との業務提携が実現し、阪神グループの中核物流企業となる。2006年の阪急・阪神経営統合により、阪急阪神東宝グループの一員となった。
2011年5月に、阪神が保有する株式の約半数を段ボールを製造するレンゴーに譲渡したことにより、阪神の連結子会社を外れてレンゴーの子会社となった。その後もしばらくの間は阪急阪神ホールディングスの持分法適用会社となっていたが、2017年現在は当社公式ホームページの企業情報には主要株主として掲載されず、また阪急阪神ホールディングス公式ホームページのグループ企業一覧にも掲載されていないため、資本関係を大幅に縮小したとみられる。
現在は東は埼玉県から西は広島県までの営業所に加え、沖縄と札幌にも営業所を持ち全国展開を行っている。

## 沿革
- 1943年10月 - 山崎貨物自動車、上野自動車、神戸自動車、千種合同自動車、三方自動車が統合し、宍粟貨物自動車設立
- 1949年3月 - 宍粟自動車工業を合併
- 1950年2月 - 山陽自動車運送と商号変更
- 1956年7月 - 大阪山陽運送を買収
- 1957年5月 - 広島山陽通運を買収
- 1959年7月 - 本社事務所を大阪市に移転
- 1962年8月 - 阪神電気鉄道と資本提携
- 1963年4月 - 山陽運送と合併
- 1985年6月 - タイガー便開始
- 1992年6月 - 本店を兵庫県宍粟郡から大阪市に移転
- 1994年4月 - 新和運輸を子会社化
- 2011年5月 - 阪神が持つ株式の約半数をレンゴーに譲渡し、レンゴーの子会社となる。
- 2014年11月 - 本社事務所を東大阪市に移転

## 車両・キャラクター
1985年に阪神タイガースの新アニメーションキャラクターとしてトラのマスコット「トラッキー」が誕生したことから『タイガー便』と銘打ち、阪神タイガースのユニフォームをまとった「トラッキー」を描いた車両を使用していた。ただし、トラッキーのキャップ・ユニフォームは1999年以前に使用していたものを2007年8月あたりまで使用し続けていたが、9月よりキャップ・ユニフォームとペットマークが若干変わっている。
レンゴー傘下になったことで2014年現在、保有車両は全てトラッキーと「タイガー便」のロゴを消している。SANYOのロゴは以前のがそのまま使用されるが、新車が入った場合は新ロゴになる。